# زولت سيلاجي
زولت سيلاجي (بالرومانية: Zsolt Szilágyi)‏ هو لاعب كرة قدم روماني، ولد في 29 يونيو 1981 في كلوج نابوكا في رومانيا. لعب مع جامعة كلوج.

## وصلات خارجية
- زولت سيلاجي على موقع قاعدة بيانات كرة القدم.إي يو (الإنجليزية)
- زولت سيلاجي على موقع Soccerway.com (الإنجليزية)
- زولت سيلاجي على موقع عالم كرة القدم.نت (الإنجليزية)